# Atontempel

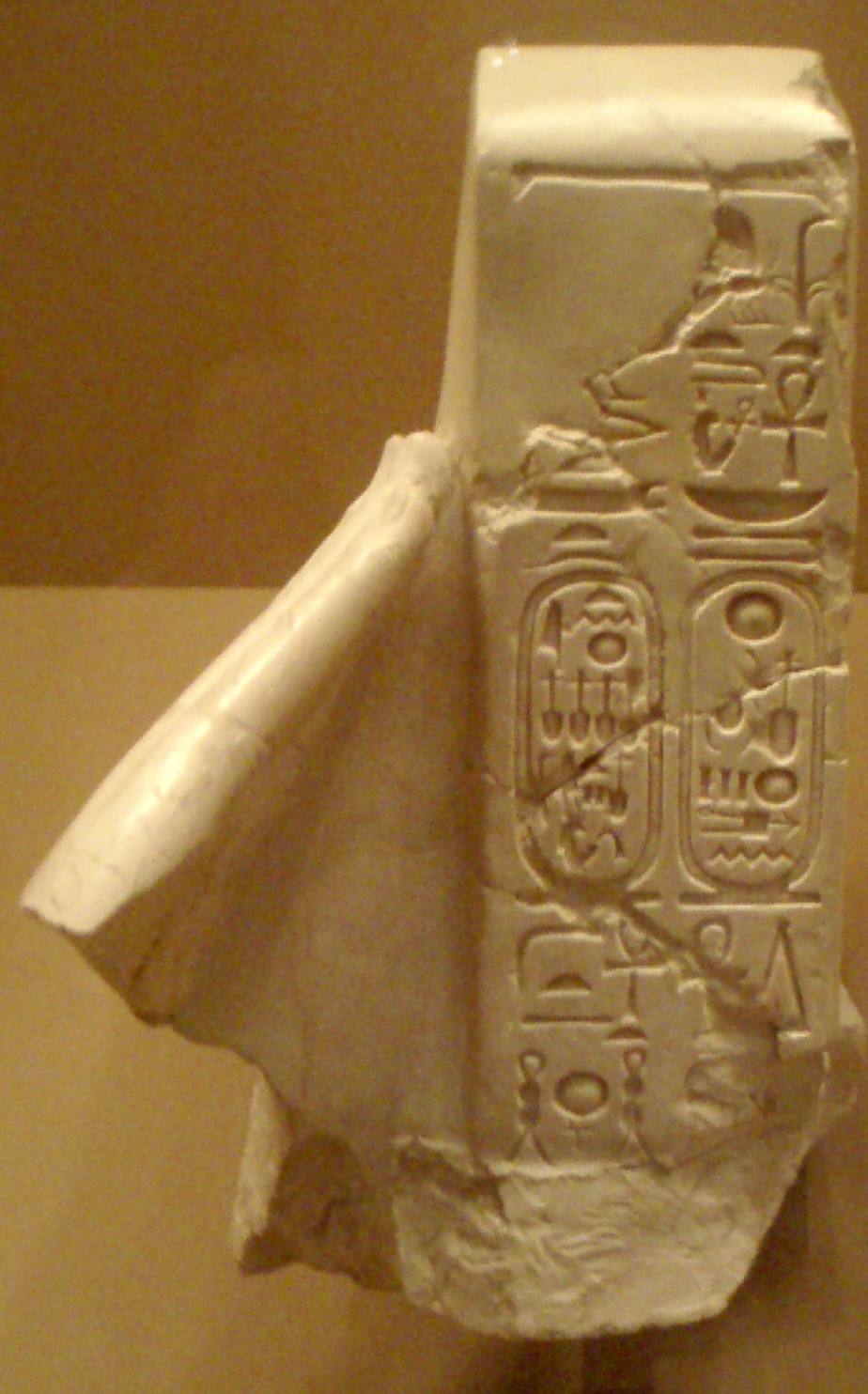
Fragment van de Atontempel

De Atontempel was gebouwd door de eigenzinnige koning Echnaton. Deze wilde de macht van de Amon-priesters breken en verliet het vijandige Thebe voor de bouw van een nieuwe stad Achetaton in het huidige Tell el-Amarna. Hij wilde de geheimzinnigheid van de Amoncultus (cfr Amon de verborgene) vervangen door de open Atoncultus. Dat werd weergegeven in de grote tempel waar er geen donkere ruimten in waren. Het was een langgerekt complex: 210 m × 32 m. Het bestond uit twee delen waarin het allerheiligste zich achteraan bevond.
De tempel had ook nut als dodentempel, want hij lag in het verlengde van het graf van Echnaton. Vandaag zijn slechts funderingssporen overgebleven. De tempel en de stad werden na de dood van Echnaton verlaten en hetgeen overbleef werd door Ramses II gebruikt voor zijn tempel in het nabijgelegen Hermopolis.